# Skin Game
Pour plus de détails, voir Fiche technique et Distribution.
Skin Game est un film américain réalisé par Paul Bogart et Gordon Douglas, sorti en 1971.
Les sujets du film sont l'esclavage et l'abolitionnisme; il a été présenté à sa sortie comme une « histoire de l'Ouest ancien ».

## Synopsis
Quincy et Jason traversent les États-Unis en ayant mis au point une arnaque dont ils se partagent les gains : l'un se fait passer pour un esclave et l'autre le vend avant de le récupérer peu après.

## Fiche technique
- Réalisation : Paul Bogart et Gordon Douglas
- Scénario : Peter Stone d'après une histoire de Richard Alan Simmons
- Photographie : Fred J. Koenekamp
- Lieux de tournage :  Laramie Street, Warner Brothers Burbank Studios
- Musique : David Shire
- Montage : Walter Thompson
- Durée : 102 minutes
- Dates de sortie: 
  - 30 septembre 1971 : New York
  - 1er février 1972 :  Japon

## Distribution
- James Garner : Quincy Drew / Capitaine Nathaniel Mountjoy
- Louis Gossett Jr. : Jason O'Rourke
- Susan Clark : Ginger / Mlle Abigail Blodgett
- Brenda Sykes : Naomi (esclave)
- Edward Asner : Plunkett
- Andrew Duggan : Howard Calloway
- Henry Jones : Sam Cutler
- Dort Clark : Pennypacker
- Neva Patterson : Mme Claggart
- Parley Baer : M. Claggart
- George Tyne : Henry P. Bonner
- Royal Dano : John Brown (abolitionniste)
- Pat O'Malley : William
- Joel Fluellen : Oncle Abram
- Forrest Lewis : Peter

## Récompenses et distinctions
- Le film a été nommé à deux reprises aux Image Awards en 1971[2].